# 藤原義孝

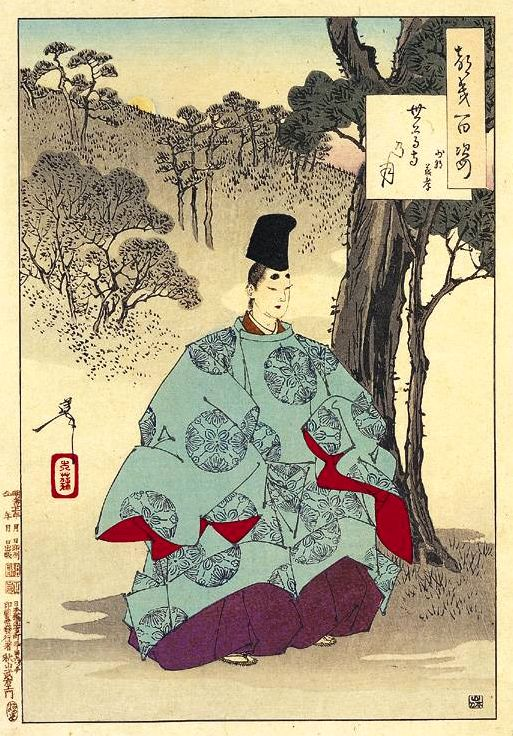
『世尊寺の月』（月岡芳年『月百姿』）藤原義孝

藤原 義孝（ふじわら の よしたか）は、平安時代中期の公家・歌人。藤原北家、摂政太政大臣・藤原伊尹の三男（または四男）。中古三十六歌仙の一人。子に三蹟の一人・藤原行成がいる。

## 経歴
父・伊尹の執政下で、侍従・左兵衛佐を歴任する一方、春宮亮として甥にあたる春宮・師貞親王に仕える。天禄元年（970年）兄の挙賢が左近衛少将に任ぜられると、翌天禄2年（971年）義孝が右近衛少将に任官。兄弟で続けて近衛少将に任ぜられたことから、挙賢は先少将、義孝は後少将と呼ばれた。天禄3年（972年）正月には正五位下に叙せられる。
幼少時より道心が深く、同年11月に伊尹が没した際には出家を考えたが、同年に生まれたばかりの子息（のちの藤原行成）を見捨てることができず、思いとどまったという。
天延2年（974年）当時流行した疱瘡にかかり、兄・挙賢と同日に21歳の若さで没した。同じ日の朝に挙賢が、夕方に義孝が死亡したとされる。

## 人物
仏教への信仰心が篤く、信仰心を示す逸話が伝わっている。一方で容姿に優れ、月明かりの夜に歩く姿、殿上人方の行楽に華美を抑えた出で立ちで参加した姿、一条左大臣邸の梅の木に雪が積もっていたのを手折って雪が直衣にこぼれかかった姿などが、『大鏡』で絶賛されている。
『拾遺和歌集』（3首）以下の勅撰和歌集に12首が入集。家集に『義孝集』がある。
- 小倉百人一首
  - 50番 君がため 惜しからざりし 命さえ 長くもがなと 思ひけるかな（『後拾遺和歌集』恋二669）

## 逸話
義孝の信仰心を示す逸話として、以下のようなものがある。
- 葷腥（香りの強い野菜や食肉）を断ち、公務の間も法華経を読誦していた[4]。
- 病気で危篤になった際、一旦自らが息を引き取っても法華経を誦えるためにしばらく生き長らえるので、通常通りの葬儀の作法で死者扱いしないように母親に依頼した[2]。
- 賀縁（阿闍梨）や藤原実資は、義孝が極楽に往生している夢を見た[2]。
- 義孝は夜中に世尊寺の邸宅に戻ると、「滅罪生善、往生極楽」と礼拝の言葉を発しながら、西の方を向いて何度も拝礼していた[2]。

## 官歴
注記のないものは『中古歌仙三十六人伝』による。
- 時期不詳：侍従。春宮亮（春宮・師貞親王）[5]
- 天禄元年（970年） 12月16日：左兵衛権佐
- 天禄2年（971年） 7月5日：左近衛少将
- 天禄3年（972年） 正月7日：正五位下（中宮御給）
- 天延2年（974年） 9月16日：卒去

## 系譜
注記のないものは『尊卑分脈』による。
- 父：藤原伊尹
- 母：恵子女王 - 代明親王の娘
- 妻：源保光の娘
  - 男子：藤原行成（972-1028）
- 生母不明の子女
  - 男子：基忠